# Bojanov
Bojanov (německy Bojanau) je městys v okrese Chrudim v Pardubickém kraji. Včetně všech částí v něm žije 643 obyvatel. Nachází se v údolí řeky Chrudimky, která obcí protéká, mezi přehradními nádržemi Seč a Křižanovice, v nadmořské výšce 428 metrů. Obec je členem Sdružení obcí mikroregionu Hlinecko.

## Historie
První písemná zmínka o Bojanově je z roku 1329, kdy vesnice patřila k panství Jindřicha z Lichtenberka, ale v 15. století připadla k hradu Oheb. Od roku 1564 je Bojanov uváděn jako městečko, s vlastním znakem, ve kterém je zobrazen stříbrný meč a stříbrný klíč v červeném poli. Městskému charakteru odpovídá i nejstarší zástavba s farou a místním kostelem svatého Víta, situovaná do tvaru náměstí. V polovině 19. století měl Bojanov téměř 400 obyvatel.
Rozkvět zažila obec v období počátku 20. století, obzvláště první republiky, kdy zde bylo vystavěno nové sportovní hřiště a kdy byla (roku 1932) vybudována zdejší měšťanská škola. Do období po druhé světové válce spadá rekonstrukce kostela, stavba areálu jednotného zemědělského družstva a továrny na hasičské hadice (1946), kterou nyní využívá firma Technolen Technický Textil. Jeho komín je nyní jednou z dominant vesnice.
Po roce 1950 z důvodů plánování budování další přehradní nádrže na Chrudimce vyhlášena pro obce Bojanov a Bezděkov stavební uzávěra.
Roku 1997 zasáhly obec silné povodně. Byla zničena původní kostková dlažba a most na hlavní silnici na Bezděkov, o rok později zde byl vystaven most nový.
Od 10. října 2006 byl obci vrácen status městyse.

## Části obce

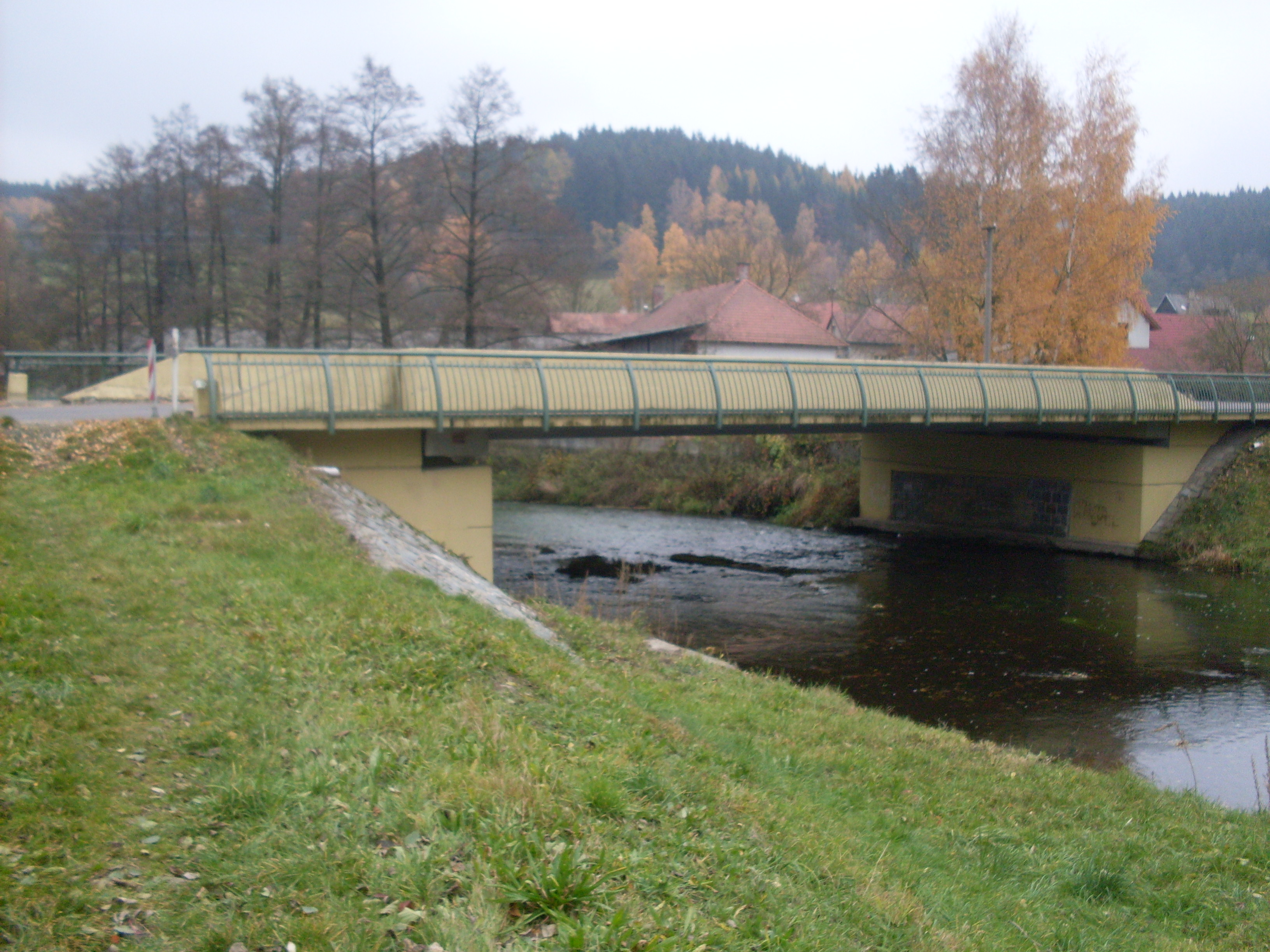
Nový most, postavený po povodních v roce 1997

- Bojanov
- Holín
- Horní Bezděkov
- Hořelec
- Hrbokov
- Hůrka
- Kovářov
- Petrkov

## Společnost

### Škola
V obci se nachází základní devítiletá škola, která byla roku 2011 při počtu pouhých 85 žáků. nejmenší školou v okrese. Škola je vybavená dvěma tělocvičnami, z nichž větší kdysi sloužila jako kino a i dnes je vedle kulturního domu místem konání kulturních akcí, včetně opětovně obnoveného provozu kina. V budově má také pobočku ZUŠ Heřmanův Městec.

### Sport a turistika
Působí zde místní fotbalový klub FC Bojanov a místní Sbor dobrovolných hasičů. Mikroregion zde vybudoval zimní běžkařské trasy a v areálu ZŠ Bojanov se nachází tenisový kurt. Zdejší pstruhové vody poskytují možnost rybolovu. Roku 2009 se na Chrudimce konalo MS Juniorů v muškaření, jehož dějištěm byl i vodní tok v okolí Bojanova. Působí zde i ČRS Bojanov. Nachází se zde osm rybníků, jmenovitě rybník Slanina, známý také jako Bojanovský rybník a Novomlýnský rybník, který je největší.

### Služby
V obci se nachází dvě prodejny, čtyři hospody a jedna cukrárna. Obecní úřad má vlastní knihovnu. Pošta sídlí v budově staré školy. Obcí prochází silnice II/337.

## Pamětihodnosti

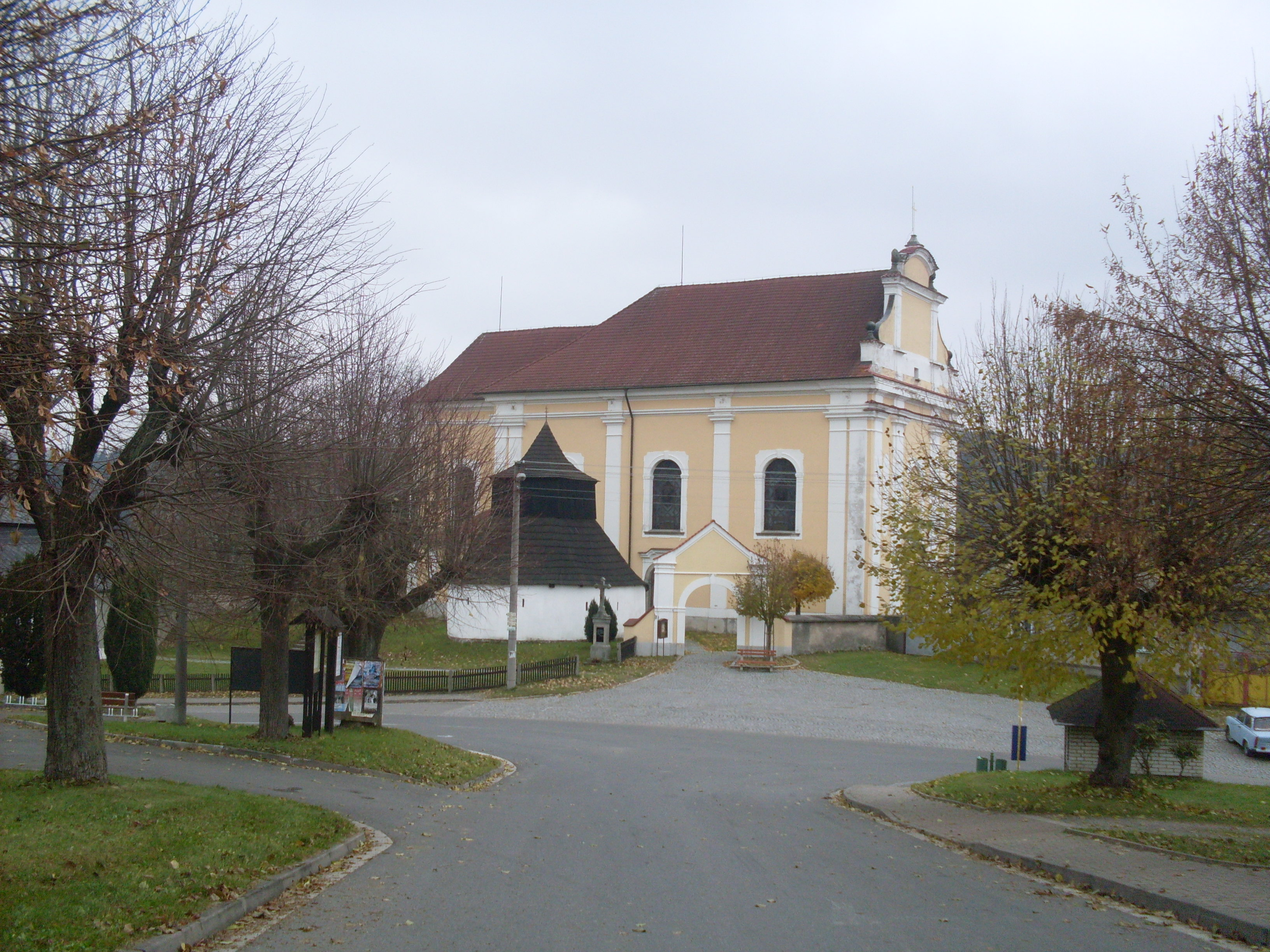
Kostel svatého Víta a zvonice na podzim roku 2011

Bojanovský kostel svatého Víta byl centrem duchovní správy. Ve 14. století byl na místě původní tvrze postaven dřevěný kostel, který byl roku 1730 přestavěn v barokním stylu s kryptou a bohatou freskovou výzdobou, na níž jsou zobrazeni čeští svatí. Součástí památkově chráněného areálu je kostnice, dřevěná zvonice a fara z 18. století. Místní zvon se jmenuje Václav.
V budově místní fary se nacházela škola, která roku 1760 přesídlila do budovy radnice a roku 1932 do nové měšťanské školy.

## Galerie

Bojanov
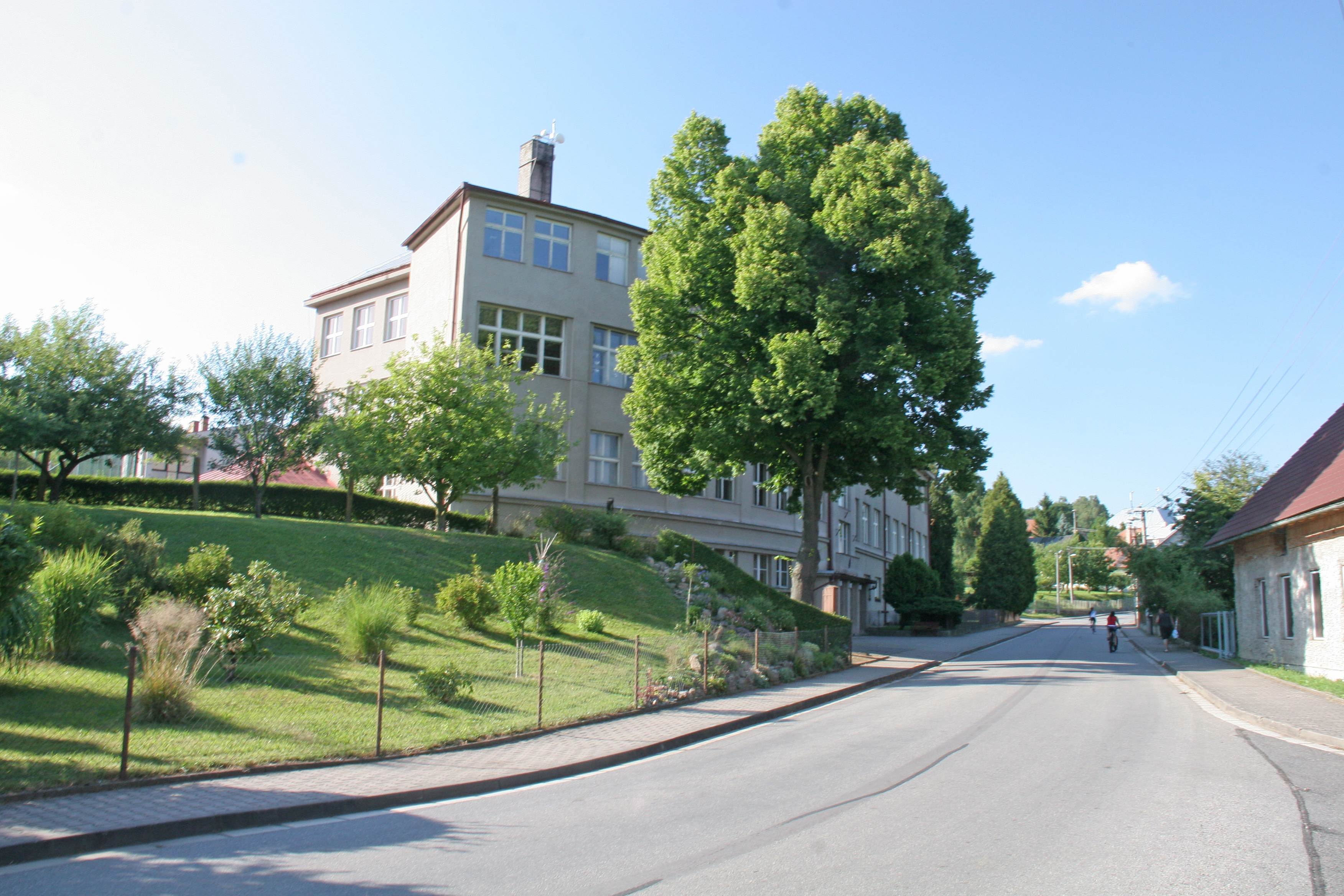
Škola
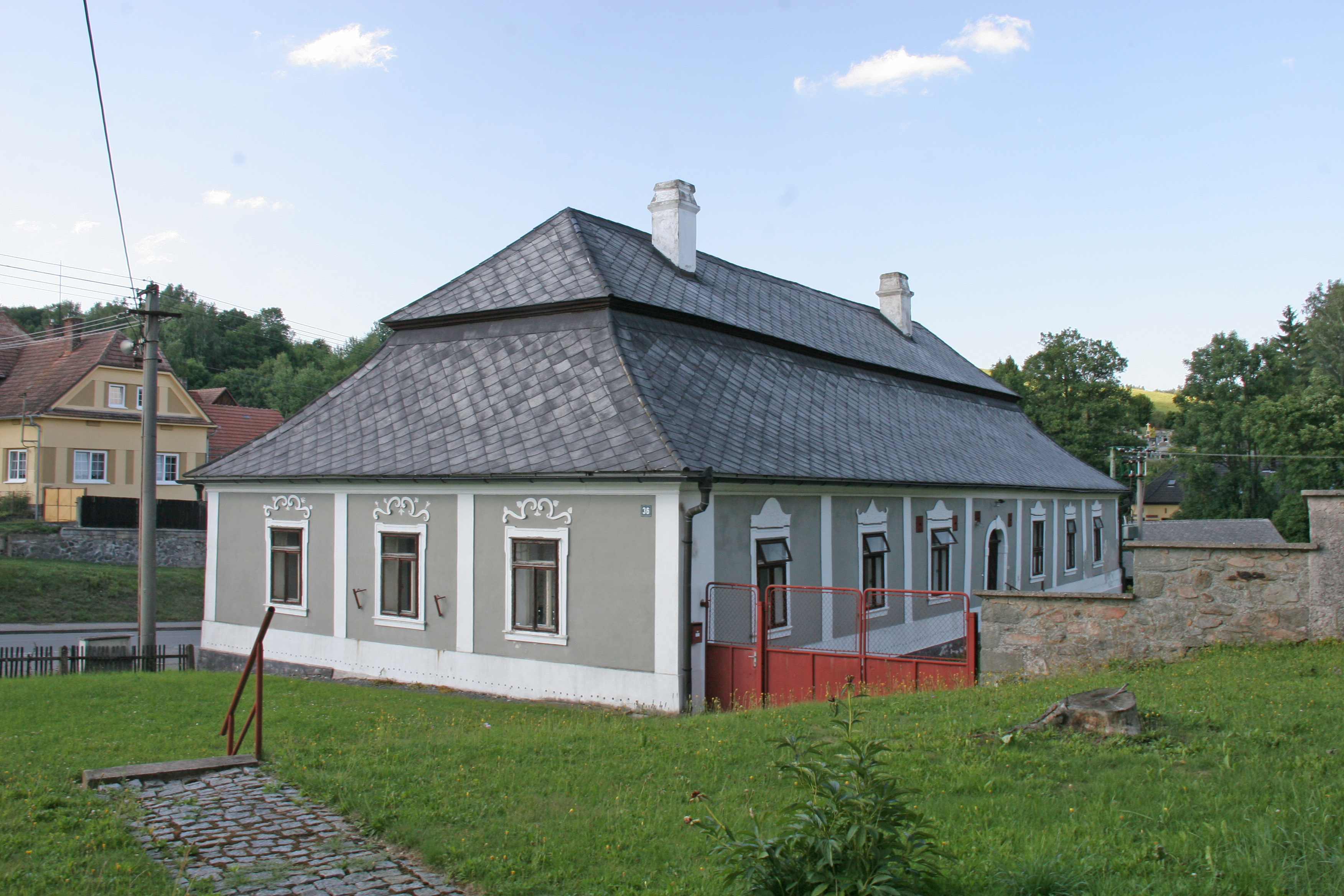
Fara
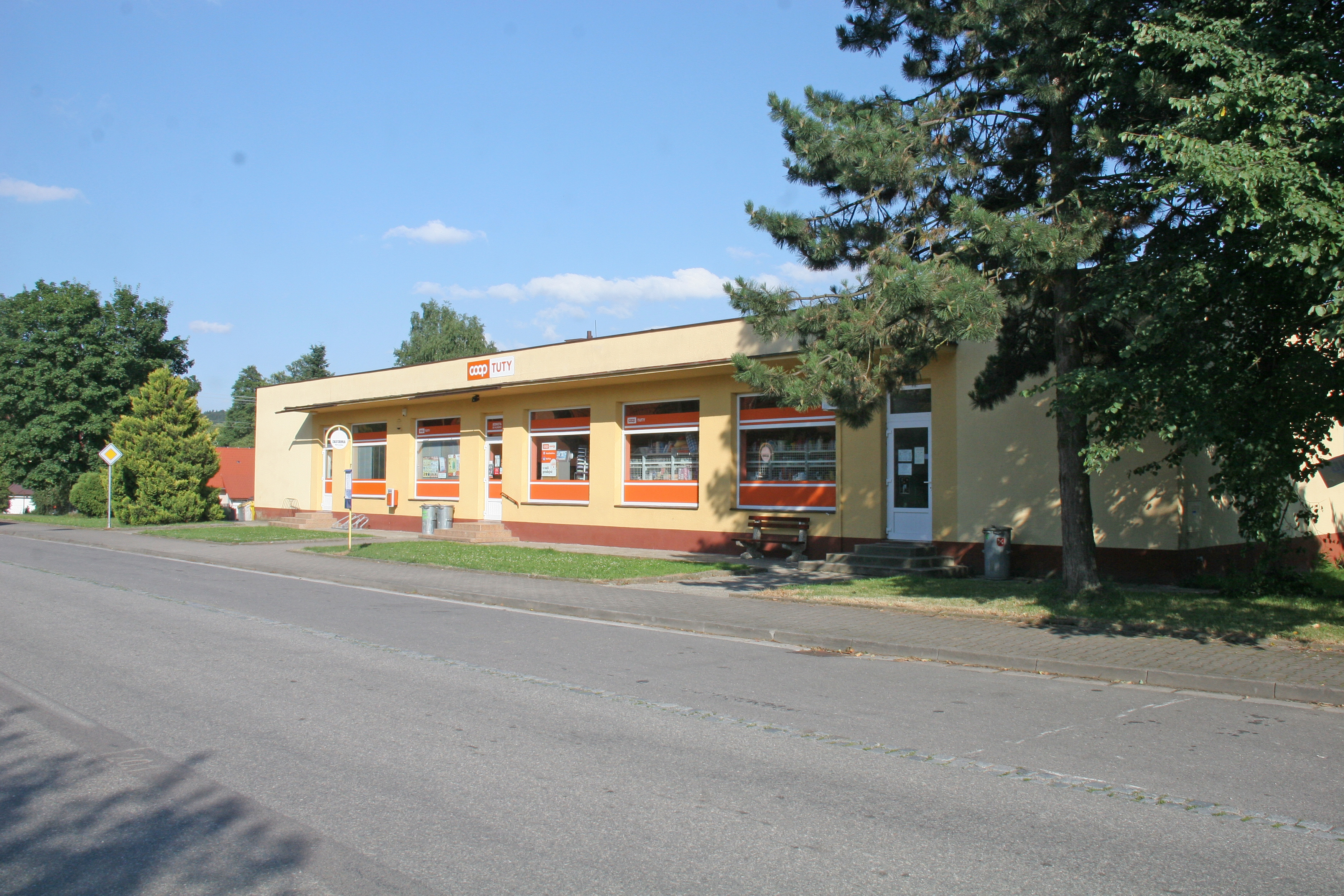
Obchod
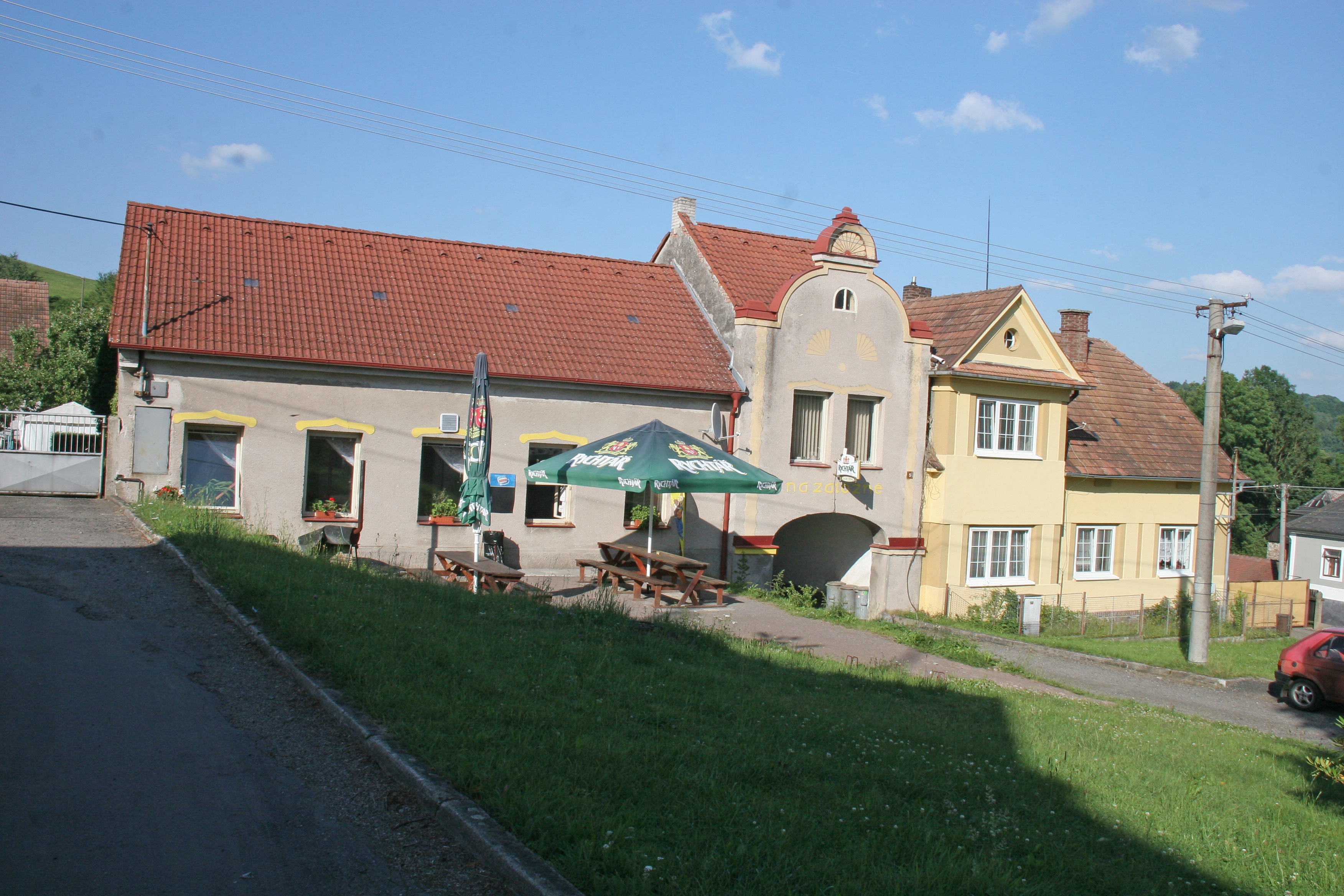
Hostinec
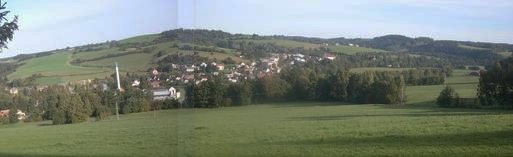
Panorama